# SBus

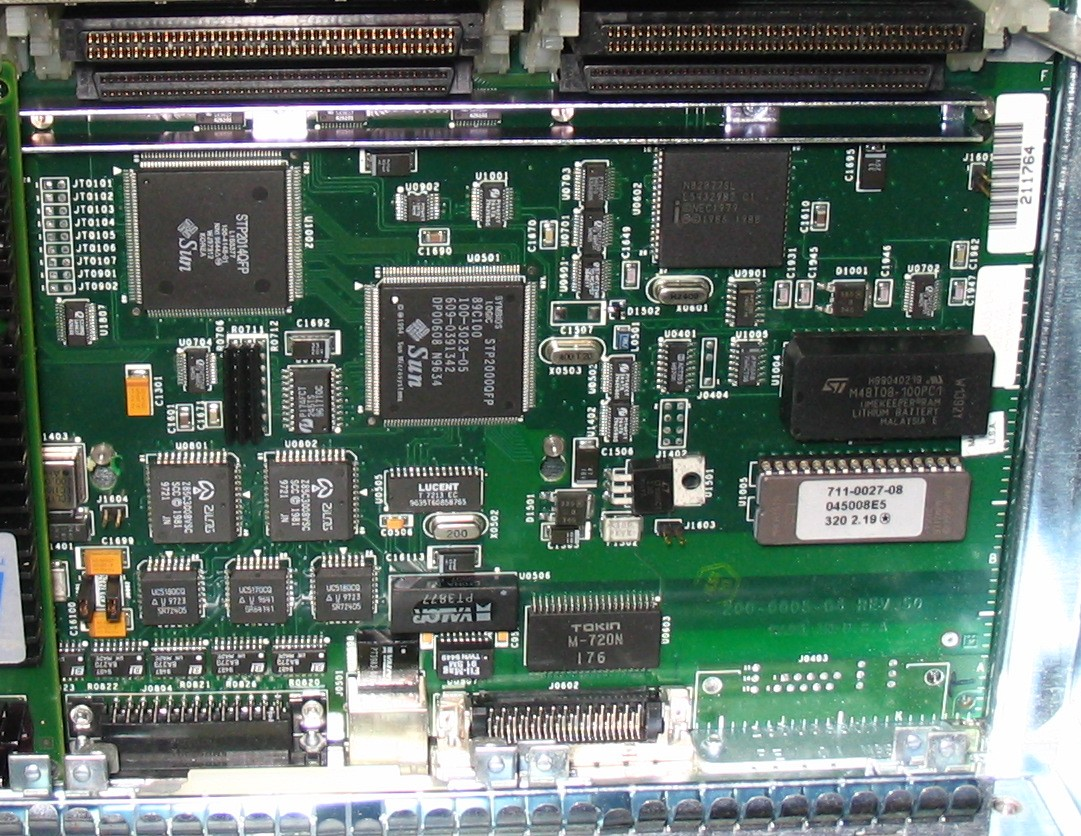
Четыре слота SBus

SBus — компьютерная шина, использовавшаяся в большинстве компьютеров на основе SPARC от Sun Microsystems в 1990-х. Она была представлена Sun в 1989 как высокоскоростная шина для высокоскоростных процессоров SPARC, заменив раннюю шину VMEbus, использовавшуюся в системах на основе Motorola 68020 и 68030. В начале 1990-х Sun открыла спецификацию SPARC, и SBus была стандартизирована как IEEE-1496. В 1997 Sun начала миграцию с SBus на PCI, и сегодня SBus не используется.
Первые карты от стороннего производителя с SBus были выпущены компанией Antares Microsystems в 1989. Это были: 10Base-2 Ethernet Controller, SCSI-SNS Host Adapter, Parallel Port, и 8-Channel Serial Controller.
Техническое руководство "SBus Information Applications and Experience" было опубликовано в 1992.
На пике своей популярности SBus использовалась более чем 250 производителями.